# Слободка (Парфёновский сельсовет)
Слободка — деревня в Великоустюгском районе Вологодской области.
Входит в состав Парфёновского сельского поселения, с точки зрения административно-территориального деления — в Парфёновский сельсовет.
Расстояние по автодороге до районного центра Великого Устюга — 31,5 км, до центра муниципального образования Карасово — 20 км. Ближайшие населённые пункты — Медвежий Взвоз, Рожково, Конково.
По переписи 2002 года население — 4 человека.